# Crucifixion - Il male è stato invocato
Crucifixion - Il male è stato invocato (The Crucifixion) è un film del 2017 diretto da Xavier Gens ed interpretato da Sophie Cookson.
È basato sull'esorcismo di Tanacu che si è svolto nel Distretto di Vaslui, in Romania nel 2005 e che ha portato alla crocifissione della suora Maricica Irina Cornici, all'epoca 23enne.

## Trama
Bucarest, 2004. Padre Dumitru e diverse suore compiono un violento esorcismo su suor Adelina Marinescu, che credono posseduta dal demone Agares. Quando il calvario di tre giorni culmina con la morte di Adelina, Dumitru e quattro suore vengono arrestati.
Nicole Rawlins è una giornalista di New York che convince il suo editore a lasciarla indagare sul caso. Nicole viene avvisata di non permettere che le sue opinioni personali sulla fede o sulla morte di sua madre influiscano sulla sua obiettività.
Nicole inizia intervistando padre Dumitru in prigione. Dumitru afferma che avrebbe potuto salvare Adelina e che morì solo perché il vescovo Gornick interferì con il completamento del rito non autorizzato.
Ai funerali di Adelina, Nicole incontra suor Vaduva, una cara amica di Adelina, che insiste che la giovane suora non sia stata assassinata. Nicole segue un passaggio segreto nella camera sotterranea dove è stato eseguito l'esorcismo e fotografa la croce dove Adelina morì prima che il vescovo Gornick la tirasse fuori.
Incontra poi il sacerdote locale padre Anton, che identifica suor Vaduva e il fratello di Adelina, Stefan Marinescu, con cui Vaduva vive in una fattoria nelle vicinanze. Anton dirige Nicole a parlare direttamente al vescovo Gornick nella cattedrale di San Giuseppe.
Il vescovo Gornick dice a Nicole che Adelina era malata di mente, non posseduta, e poi deduce che padre Dumitru era una canaglia che eseguiva esorcismi in modo eccessivo. Successivamente ha uno strano incontro con lo zingaro Tavian.
Nicole ritorna da padre Anton. Anton teorizza che il demone abbia permesso ad Adelina di morire perché non aveva più bisogno di lei e poteva trasferire il suo male in qualcun altro per un altro possesso.
Nicole inizia ad avere terribili incubi e visioni che comportano strane attività. Vaduva dice ancora a Nicole che il demone ha ucciso Adelina. Vaduva racconta come l'apparente suicidio di padre Gabrielle, un mentore chiuso che inaspettatamente si gettò dal campanile del monastero, innescò la trasformazione di Adelina.
Durante la cena con padre Anton, Nicole confida in lui come ha perso la sua fede quando la madre malata terminale è deceduta in seguito alla decisione di abbandonare le cure mediche per avere fiducia in Dio. Anton avverte che Nicole è un bersaglio facile per il demone.
Nicole ha un altro strano incontro con Tavian mentre ritorna in hotel. Seguendo una fantasia sessuale che coinvolge padre Anton, Nicole si sveglia con una spaventosa visione di Adelina.
Un'altra visita con Vaduva rivela che Adelina si innamorò di un uomo che la portò via dalla chiesa, ma la relazione finì inaspettatamente. La richiesta di Adelina per il perdono di Dio apparentemente invitava invece il Diavolo. Vaduva descrive come era l'esorcismo di Adelina.
Padre Anton porta una bottiglia di vino a Nicole nel suo hotel come scusa per come ha lasciato le cose la sera prima. Bevono insieme e Nicole sogna ancora una volta il sesso con Anton, ma il prete parte senza incidenti quando Nicole si addormenta dopo aver bevuto un bicchiere.
Nicole intervista il dottor Funar, che ha diagnosticato Adelina come una schizofrenica. Il dottor Funar ricorda una visione demoniaca che Adelina aveva durante la sua diagnosi. Mentre guida, Nicole nota i raggi del sole, che una volta sua madre aveva detto che erano segni di Dio, che sembrava indirizzarla verso un cimitero. Nicole trova la tomba di padre Gabrielle e scopre che è morto lo stesso giorno di sua madre.
Collegando che il demone possedeva Adelina dopo aver ucciso padre Gabrielle, Nicole si precipita al monastero. I registri di Gabrielle mostrano che il suo ultimo appuntamento fu con Tavian.
Presumendo che padre Gabrielle abbia compiuto un esorcismo su Tavian, Nicole va a trovare il padre del ragazzo, che rivela che Tavian in realtà recuperò Gabrielle per esorcizzare suo padre, mentre il signor Amanar sentiva delle voci che gli dicevano di uccidere Tavian. Nicole è improvvisamente posseduta da Agares e padre Anton corre alla fattoria per trovare Nicole violentemente posseduta e levitante. Mentre Tavian e il signor Amanar la trattengono, Anton esegue un esorcismo, implorando Nicole di rinnovare la sua fede. Nicole ha una visione di sua madre mentre il demone viene espulso dal suo corpo.
Nicole torna a New York. Successivamente i titoli di coda del film, rivelano che padre Dumitru e le suore sono stati arrestati e hanno scontato sette anni di carcere per l'omicidio di suor Adelina, in più padre Dumitru ha ripreso il suo servizio di esorcismo dopo la sua liberazione.

## Produzione
Il 15 luglio 2015, Sophie Cookson era stata scritturata per recitare nel film.

## Promozione
Il 20 febbraio 2017, è stato pubblicato il trailer ufficiale del film, mentre quello italiano, il 9 gennaio 2019.

## Distribuzione
Sebbene la première fosse stata annunciata per lo Screamfest Horror Film Festival 2016, il film non apparve nel programma del festival.
La pellicola è stata distribuita nelle sale cinematografiche statunitensi il 6 ottobre 2017, mentre in quelle italiane il 14 febbraio 2019.

## Accoglienza

### Critica
Il film è stato accolto in maniera negativa dalla critica. Sull'aggregatore di recensioni Rotten Tomatoes ha un indice di gradimento dell'8% con un voto medio di 3,6 su 10, basato su 13 recensioni.